# Hummelo
Hummelo is een voormalige Nederlandse gemeente en dorp in de gemeente Bronckhorst in de Achterhoek, in de provincie Gelderland. Hummelo telde per 1 januari 2023 1.600 inwoners.

## Geschiedenis
Hummelo wordt voor het eerst genoemd in een oorkonde uit het jaar 828. De naam wordt op meerdere manieren verklaard. Het zou een samenstelling van Germaans humulan kunnen zijn, als een samenstelling van hummel (hop) en lauha (bosje op hoge zandgrond). Dus een beboste hoogte waar hop op groeit. Het zou ook kunnen dat het een eigennaam is met daaraan gekoppeld loo voor bos.
Het dorp ligt op een rivierduin langs de Oude IJssel. De later ontstane lintbebouwing is nog altijd goed zichtbaar. In de loop der jaren is het dorp uitgebreid in de richting van Laag-Keppel.
Hummelo was vanouds een zelfstandige bestuurlijke eenheid en later een zelfstandige gemeente. Op 1 januari 1812 werd de gemeente vergroot met het gebied van Ambt Doetinchem. Op 1 januari 1818 werd de gemeente Hummelo opgeheven. Ambt Doetinchem werd weer zelfstandig en het dorp Hummelo werd samengevoegd met de opgeheven gemeente Keppel tot een nieuwe gemeente Hummelo en Keppel. Deze gemeente werd op 1 januari 2005 opgeheven en ging op in de gemeente Bronckhorst.

## Dorpsgezichten
Hummelo kent een beschermd dorpsgezicht. De Dorpsstraat telt 7 panden op de lijst van Rijksmonumenten, en nog eens 7 panden op de lijst van gemeentelijke monumenten. In totaal telt Hummelo respectievelijk 38 en 56 monumenten. Komende van Zutphen rijdt men de oorspronkelijke Dorpsstraat in die in het verleden bestraat was met granieten steentjes en waar een trambaan lag. De granieten steentjes zijn nog terug te vinden in de trottoirs. Tussen de monumentale panden verschijnt rechts de kerk.

### Nederlands Hervormde kerk
Waarschijnlijk bestond er al een kerk in Hummelo in 828, het jaar waarop Hummelo in voornoemde oorkonde werd vermeld. De huidige kerk werd in 1838 gebouwd op de plaats waar een middeleeuwse kerk geheel in verval was geraakt. Deze kwam tot stand mede door een financiële bijdrage van koning Willem I en H.J.C.J. baron van Heeckeren (1785-1862). Hij werd in neogotische stijl gebouwd. Op het erf staat een gietijzeren pomp uit rond 1875.
Tijdens de Tweede Wereldoorlog, op 20 januari 1943, werden beide klokken van de kerk gevorderd. De klokken dateerden uit 1838 en hadden een diameter van 0,87 en 0,68 meter. Beide droegen als opschrift: 'Petit et Eratres Eldelbroek in Gescher me fecerunt 1838'.
De kerk werd gerestaureerd met steun van het Prins Bernhard Cultuurfonds.

### De Gouden Karper
Tegenover de kerk bevindt zich sinds 1642 Hotel De Gouden Karper, in de volksmond de Krent. Het huidige pand dateert uit de eerste helft van de negentiende eeuw.

### Standbeeld Normaal
Aan de Dorpsstraat, vlak bij het geboortehuis van Bennie Jolink, bevindt zich sinds 2018 een standbeeld van de Achterhoekse rockband Normaal. Het levensgrote standbeeld is volledig in brons gegoten. Een foto uit de begintijd op de veemarkt van Doetinchem heeft als inspiratiebron gediend.

## Bekende Hummeloërs
- Bennie Jolink, zanger van Normaal
- Gijs Jolink, zanger van Jovink en de Voederbietels en voormalig organisator van de Zwarte Cross
- Piet Oudolf, tuinontwerper
- Opa Beelen, grootvader van Giel Beelen en bekend van zijn weerbericht in de radioshow van Giel Beelen
- Carlos Hugo de Bourbon de Parme, buitenechtelijk kind van Carlos Xavier Bernardo Sixto Marie uit het huis Bourbon-Parma. Titulair prins, Zijne Koninklijke Hoogheid
- Klaas-Jan Huntelaar, voetballer
- Rikie Nijman, Tante Rikie mascotte en festivaldirectrice van de Zwarte Cross
- Albert Buunk, burgemeester

## Trivia
- Rond 1870 werd in de Britse kolonie Natal in zuidelijk Afrika een koffieplantage genaamd (New) Hummelo gesticht door uit Gelderland afkomstige kolonisten.

## Fotogalerij

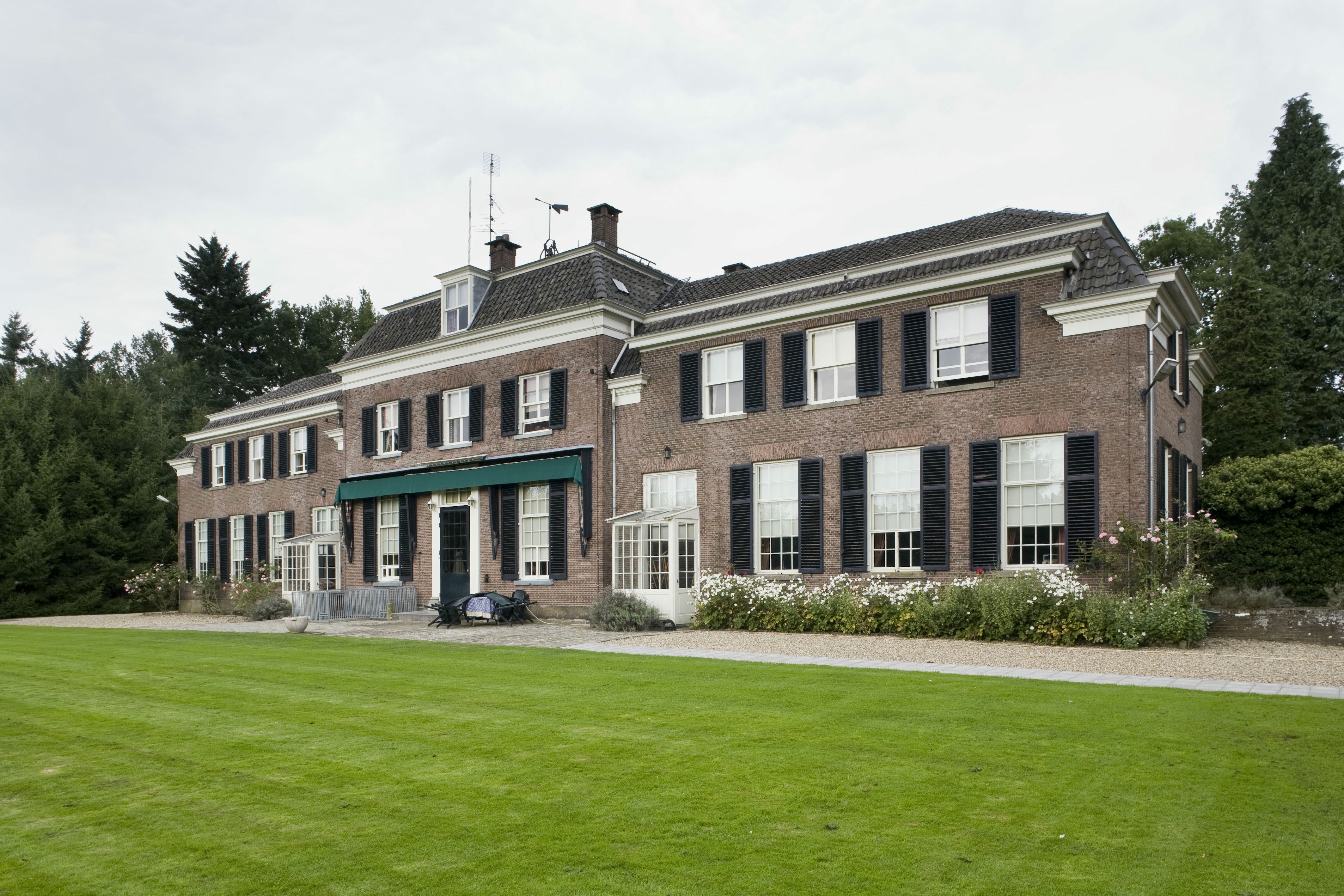
Voorgevel orangerie van Enghuizen
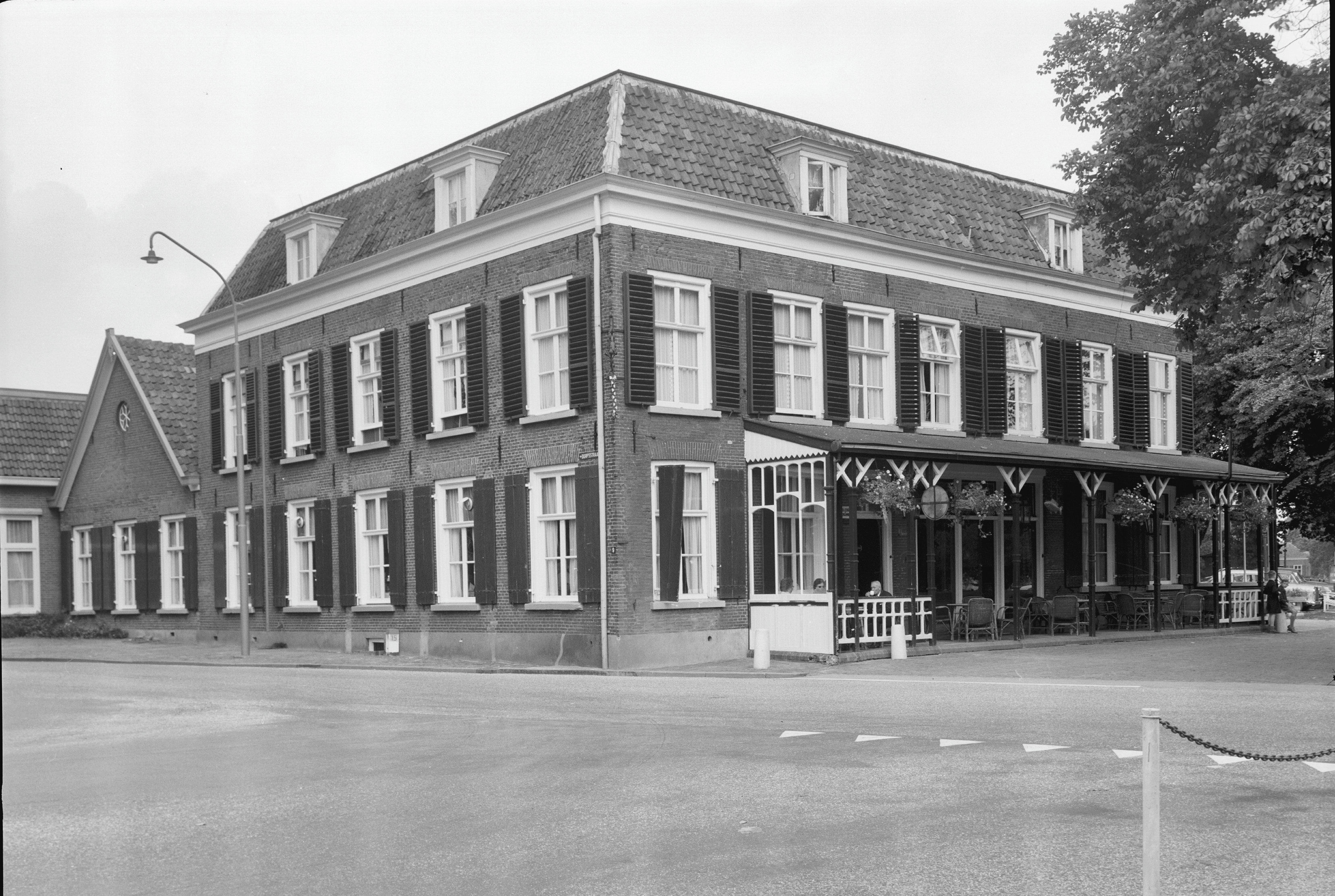
De Gouden Karper Hummelo
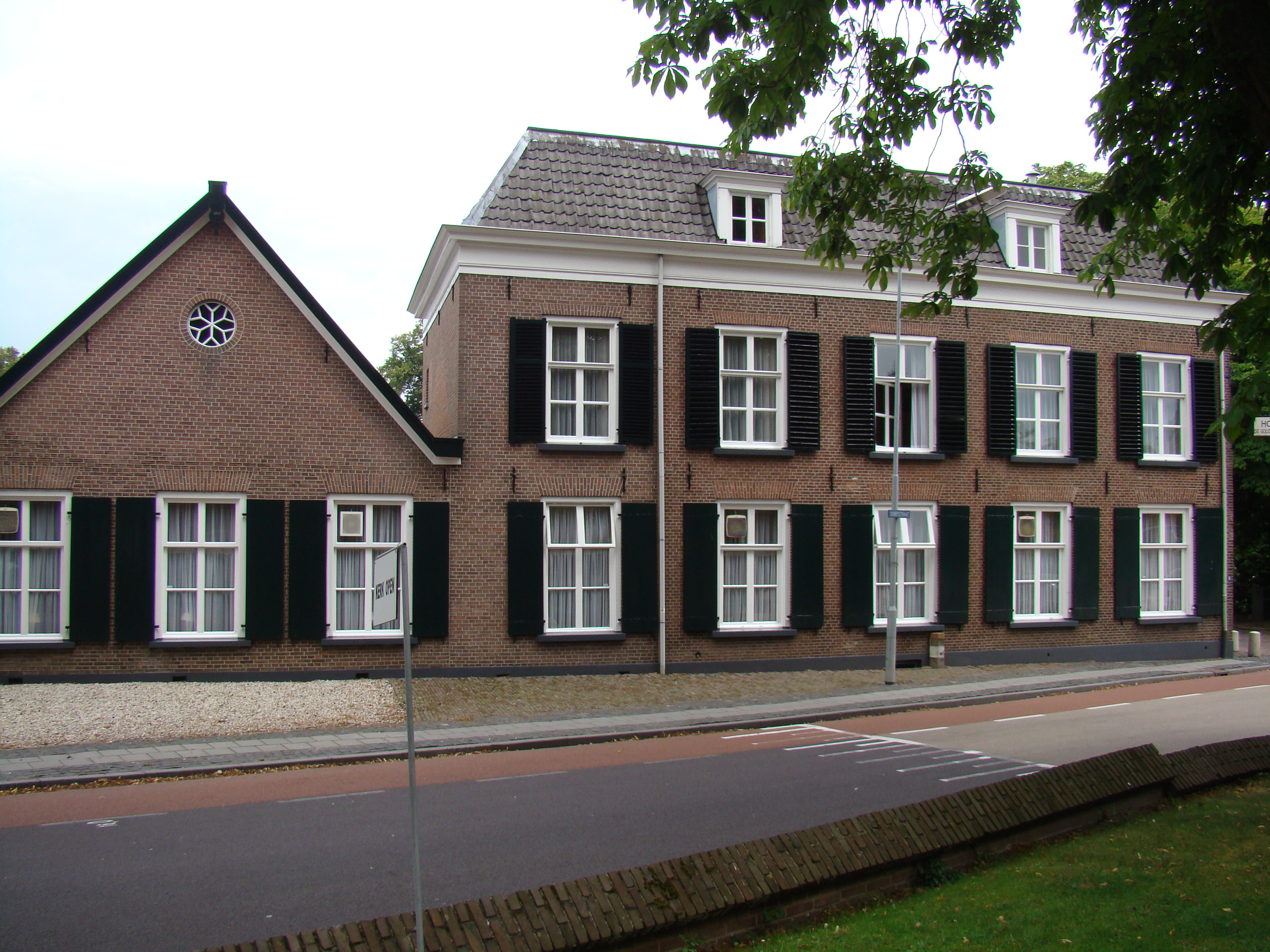
Hummelo Dorpstraat
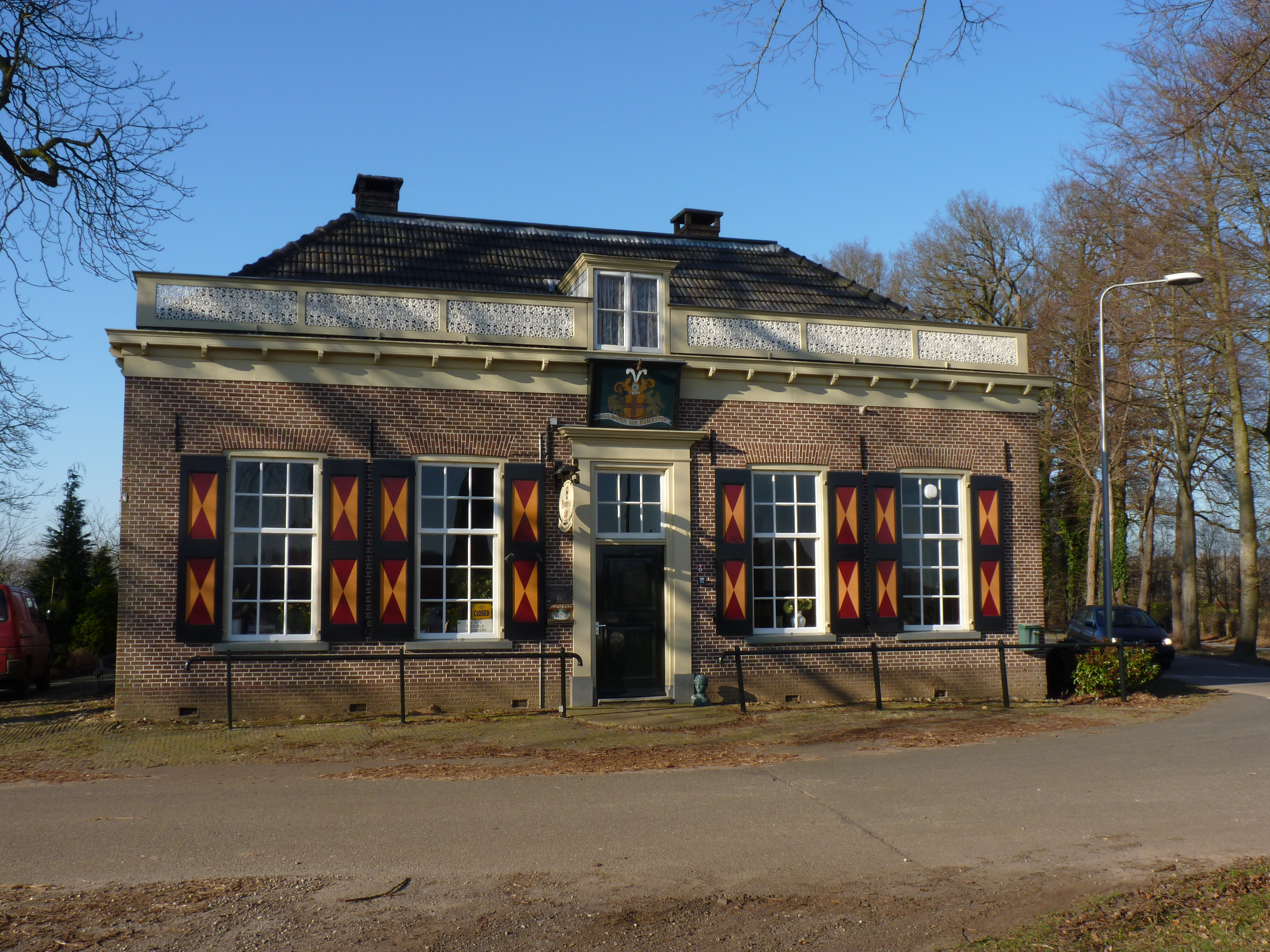
Het Wapen van Heeckeren Hummelo
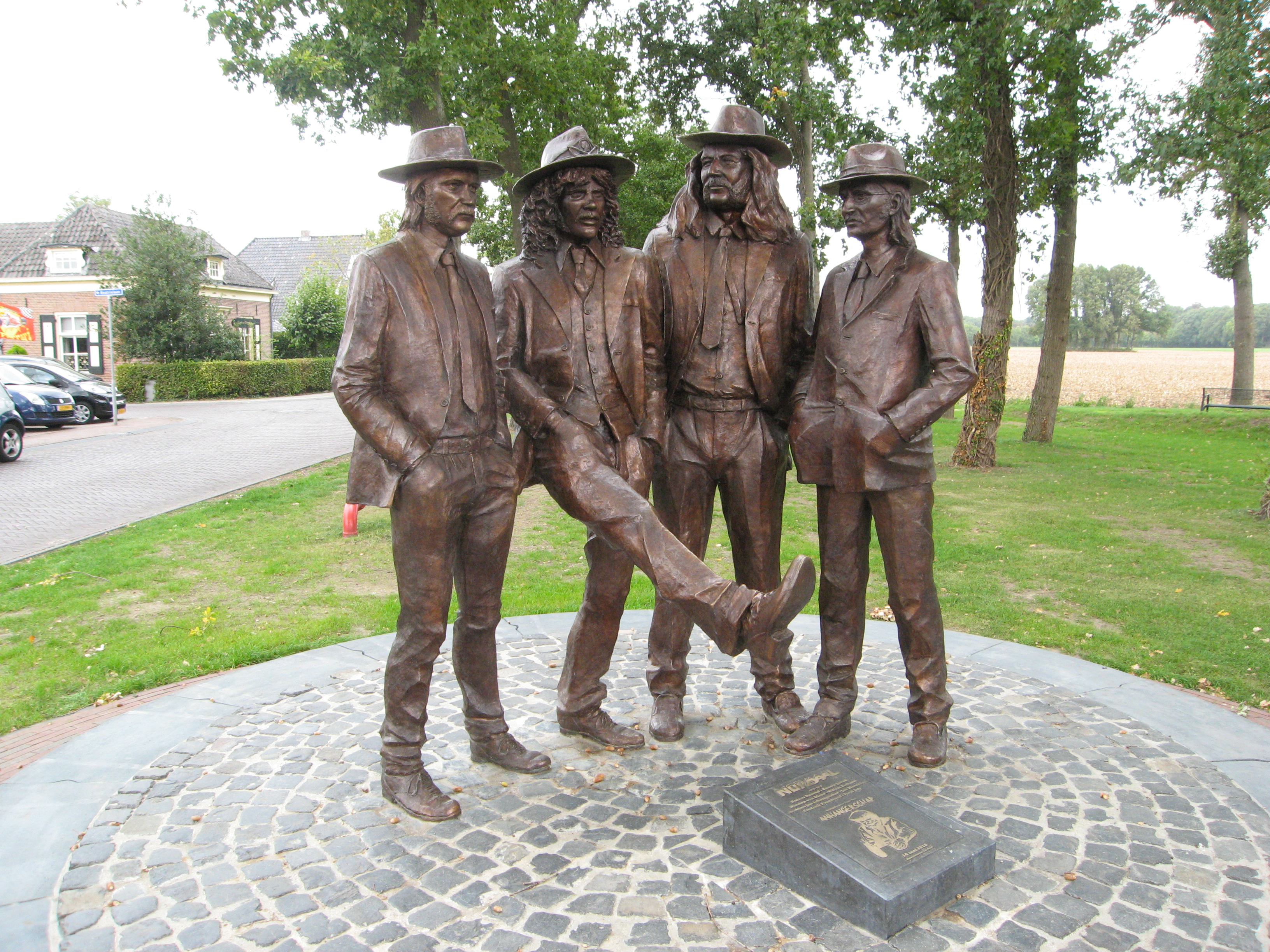
Standbeeld Normaal in Hummelo